# Батеевка
Батеевка — деревня в Весьегонском муниципальном округе Тверской области.

## География
Деревня находится в северо-восточной части Тверской области на расстоянии приблизительно 27 км на запад-юго-запад по прямой от районного центра города Весьегонск.

## История
Известна с 1609 года как место сражения во время Смутного времени устюженского ополчения и банды Микулая Косаковского. В 1646—1647 годах отмечалась как Батеиха Большая, «Бахтеевка тож», владение Наума Ильича Спешнева. Дворов было 25 (1859 год), 47 (1889), 51 (1931), 23 (1963), 12 (1993), 8(2008),. До 2019 года входила в состав Любегощинского сельского поселения до упразднения последнего.

## Население
Численность населения: 113 человек (1859 год), 262 (1889), 208 (1931), 70 (1963), 22 (1993), 17 (русские 94 %) в 2002 году, 19 в 2010.